# Cerro Largo, Brasilien
Cerro Largo är en ort och kommun i delstaten Rio Grande do Sul i Brasilien. Folkmängden i kommunen uppgår till cirka 14 000 invånare. Orten grundades i början av 1900-talet av invandrare främst från Tyskland.[källa behövs]

## Administrativ indelning
Kommunen var 2010 indelad i tre distrikt:
- Cerro Largo
- Santo Antônio
- São Francisco